# Энг
Ŋ, ŋ (энг или энгма) — буква расширенной латиницы. Используется в МФА для обозначения велярного носового согласного, а также во многих алфавитах для обозначения того же звука.
Данная графема также используется в Юнифоне (варианты для английского, языков хупа, толова, варианты Shaw-Malone Forty-Phoneme Alphabet и Indian Unifon Single-Sound Alphabet) для передачи звука [ŋ].

## История
Первый грамматический трактат работы XII века по фонологии древнескандинавского языка использует графему для звука ŋ, выглядящую как g с чертой (g). Александр Гилл старший использует заглавную букву G с загнутым хвостом и строчную букву n с крючковатым хвостом, как у ɡ (ŋ) для одного и того же звука в Logonomia Anglica в 1619 году. Уильям Холдер использует букву в Elements of speech: в An essay of inquiry into the natural production of letters, опубликованной в 1669 году, но он не напечатанной по назначению; он указывает на его исправления, что «там намечалось создание символа для ng, то есть n с хвостом, как у ɡ, которую нужно было угадывать там, где печатник заменял её на n или y». Он был позже использован в фонетическом алфавите Бенджамина Франклина с его нынешним фонетическим значением.

## Использование

### Техническая транскрипция
- Американская фонетическая транскрипция
- иногда для транскрипции австралийских языков
- Международный фонетический алфавит
- Уральский фонетический алфавит
- Рейнская документа
- В фонотипическом алфавите у буквы была заглавная форма .

### Орфографии народов
Знаком † отмечены языки, которые ранее использовали энг, но сейчас не используют.
- Африканские языки
  - Бари
  - Бемба
  - Динка
  - Эве
  - Фула
  - Луганда
  - Языки манден
  - Сонгайские языки
  - Тонга
  - Волоф
- Американские языки
  - Оодхам
  - Лакота
- Австралийские языки
  - Пантяланг
  - Йолнгу
- Языки Китайской Народной Республики
  - стандартный чжуанский† (заменён на диграф ng в 1986 году)
- Саамские языки
  - Инари-саамский
  - Луле-саамский
  - Северносаамский
  - Колтта-саамский
  - Кильдинский саамский† (во время латинизации в 1930-х)
- Тюркские языки† (во время латинизации в 1930-х использовалась Ꞑ, иногда заменяемая на энг).
- Единый северный алфавит[7]
- Алфавит Белинского

## Варианты буквы

Заглавная форма в виде N с крюком, выходящим вниз за базовую линию; строчная форма в виде n с крюком, выходящим вниз за базовую линию
Заглавная форма в виде увеличенной строчной n с крюком на базовой линии; строчная форма в виде n с крюком, выходящим вниз за базовую линию
Заглавная форма в виде увеличенной строчной n с крюком, выходящим вниз за базовую линию; строчная форма в виде n с крюком, выходящим вниз за базовую линию
Заглавная форма в виде угловатой увеличенной строчной n с крюком на базовой линии; строчная форма в виде n с крюком, выходящим вниз за базовую линию
Заглавная форма в виде зеркальной N с крюком на базовой линии; строчная форма в виде n с крюком, выходящим вниз за базовую линию
Заглавная форма в виде зеркальной N; строчная форма в виде n с крюком, выходящим вниз за базовую линию
Заглавная форма в виде зеркальной N со скошенной правой ножкой; строчная форма в виде уменьшенной заглавной
Заглавная форма отсутствует; строчная форма в виде перевёрнутой заглавной G